# Trois-Palis
Trois-Palis – miejscowość i gmina we Francji, w regionie Nowa Akwitania, w departamencie Charente.
Według danych na rok 1990 gminę zamieszkiwało 555 osób, a gęstość zaludnienia wynosiła 132 osoby/km² (wśród 1467 gmin regionu Poitou-Charentes, Trois-Palis plasuje się na 516. miejscu pod względem liczby ludności, natomiast pod względem powierzchni na miejscu 1102.).